# Synagoge (Berkach)

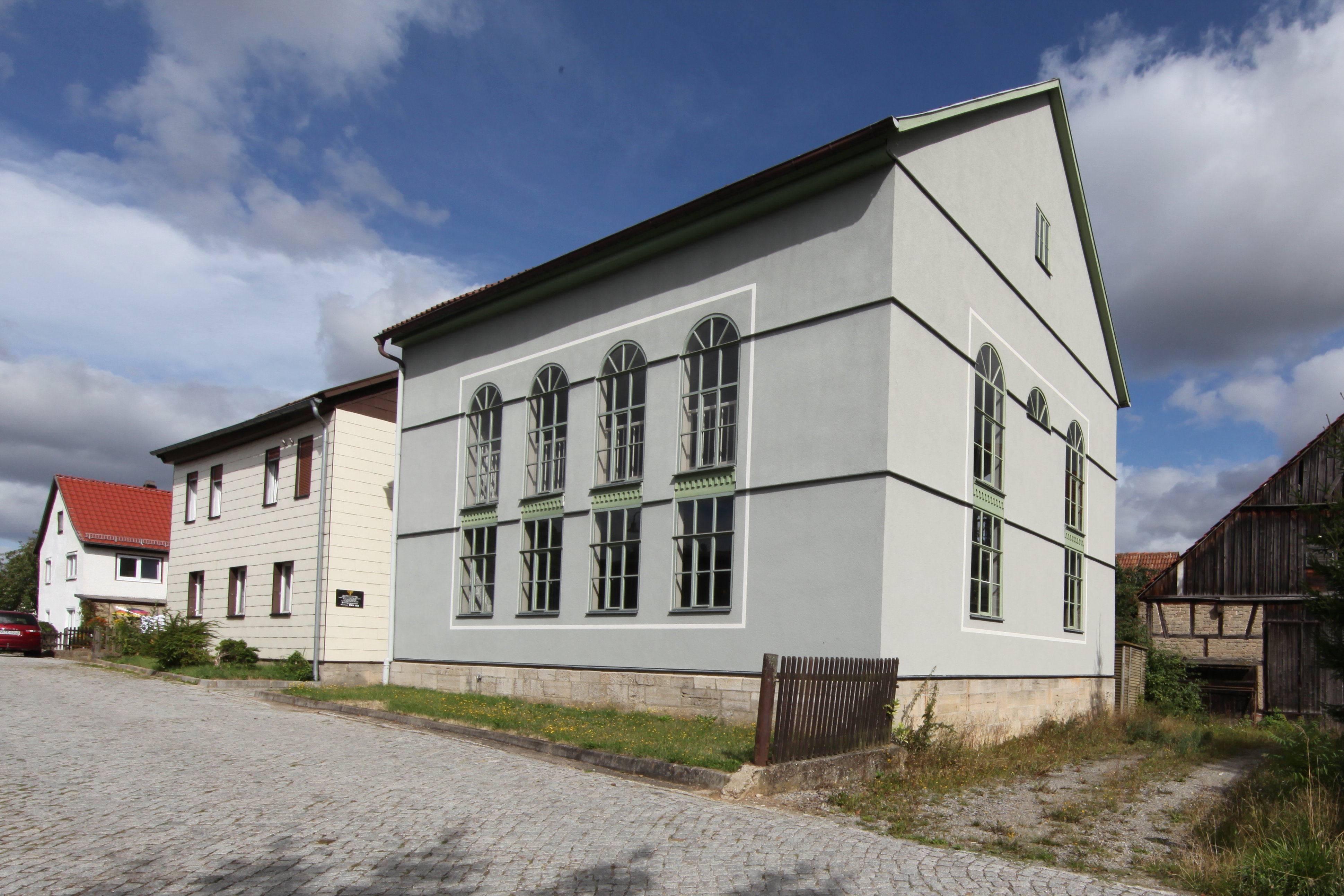
Synagoge in Berkach

Die Synagoge in Berkach, einem Ortsteil der Gemeinde Grabfeld in Thüringen, wurde 1854 errichtet. Die Synagoge an der Mühlfelder Straße 7 ist ein geschütztes Baudenkmal.

## Geschichte
Im Jahr 1854 wurde die neue Synagoge mit einem danebenstehenden Schulhaus feierlich eingeweiht. In der Synagoge stand ein Toraschrein mit sechs Torarollen. Beim Novemberpogrom 1938 blieb die Synagoge unzerstört. Sie wurde von der Jüdischen Gemeinde Berkach im Jahr 1939 unter Druck an die politische Gemeinde verkauft. Im Jahr 1942 verkaufte die politische Gemeinde die ehemalige Synagoge an den Sparkassen- und Darlehensverein. Ab 1949 wurde die ehemalige Synagoge von der Vereinigung der gegenseitigen Bauernhilfe (VdgB), später von der Landwirtschaftlichen Produktionsgenossenschaft (LPG) als Lagerraum und  Schmiede genutzt.
Ab 1990 wurde unter der Leitung der Denkmalpflege die Synagoge von Grund auf erneuert. Am 3. November 1991 wurde das Gebäude vom hessischen Landesrabbiner Chaim Lipschitz wieder als Synagoge eingeweiht.